# 藏荆芥
藏荆芥（学名：Nepeta hemsleyana），为唇形科荆芥属下的一个植物种。